# Васютин, Василий Филиппович
Васи́лий Фили́ппович Васю́тин (Филюшкин) (1900, Рязанская губерния, Российская империя — июль 1979, Москва, СССР) — советский государственный и комсомольский деятель, экономгеограф. Профессор.

## Биография
Родился в деревне Крюково Сапожковского уезда Рязанской губернии (совр. Чучковский район Рязанской обл.) в семье крестьянина, получил 4 класса образования. В 1909 году переехал с родителями в Одессу, где в 1917 году принимал участие в создании союза молодежи, член партии с 1918 года. В 1913—1918 годах работал котельщиком на судоремонтном заводе «РОПиТ», после — слесарем, затем служил в Красной гвардии. В 1918—1919 годах — один из руководителей комсомольского подполья в Одессе. В 1918—1921 годах — секретарь Пересыпского райкома, Одесского губкома РКСМ. С сентября 1921 года по декабрь 1922 года — член Бюро, заведующий экономическо-правовым отделом ЦК РКСМ (Москва). С декабря (по другим данным — с октября) 1922 года по июль 1923 года — первый секретарь ЦК КСМ Украины, затем второй секретарь ЦК РКСМ. 4 сентября 1923 года становится по совместительству председателем Центрального бюро юных пионеров. В 1924—1925 году уходит с комсомольской работы на учёбу на курсы марксизма-ленинизма, затем на экономическое отделение Института красной профессуры при ВУЦИК, который закончил в 1930 году. С мая 1924 по декабрь 1925 — член Центральной контрольной комиссии РКП(б). С 1930 года работает в системе Госплана, Омском облисполкоме, Институте географии АН СССР и др. В 1959 году — персональный пенсионер, параллельно профессор кафедры политэкономии ВПШ при ЦК КПСС. Умер в июле 1979 года в Москве.
Автор учебника «Экономическая география СССР» (ч. 1-2, 1940, соавтор и редактор).

## Награды
Награждён орденами Ленина, «Знак Почёта», Дружбы народов, медалями.